# Гомельский ледовый дворец спорта
Гомельский ледовый дворец спорта (бел. Гомельскі лядовы палац спорту) — спорткомплекс в городе Гомель, Беларусь.

## История
Введён в эксплуатацию 22 мая 2000 года. Основное назначение — проведение матчей по хоккею с шайбой, соревнований по фигурному катанию, шорт-треку и другим ледовым видам спорта. Предусмотрена возможность трансформирования хоккейной коробки в площадку для игровых видов спорта, спортивных единоборств, тенниса, тяжёлой атлетики, гимнастики, бокса, а также в сцену для проведения концертов и других зрелищных мероприятий. Трибуны расположены С-образно, вместимость дворца составляет 2760 зрителей. Рядом с основной ареной в октябре 2003 года построена крытая тренировочная площадка. В свободное от спортивных мероприятий время ледовая площадка задействована для проведения массовых катаний на коньках.
Ледовый дворец находится в оперативном управлении созданной в апреле 2000 года Гомельской городской ДЮСШ № 5. Арена является домашней площадкой хоккейного клуба «Гомель», выступающего в белорусской экстралиге, а также базой для детских хоккейных секций и училища олимпийского резерва.

## Мероприятия
В 2004 году Гомельский ледовый дворец принимал суперфинал Континентального Кубка ИИХФ. В случае положительного решения вопроса о вступлении ХК «Гомель» в КХЛ, руководство клуба обязуется либо построить в Гомеле новую арену, либо реконструировать Ледовый дворец, увеличив его вместимость до 5500 мест.
Ежегодно в Ледовом дворце спорта проходит международный турнир «Кубок Полесья».
С 4 по 14 августа 2023 года в Беларуси прошли II Игры стран СНГ 2023. Состязания прошли в 11 городах Беларуси по 20 видам спорта. Гомель определён местом проведения Игр по дзюдо. Место проведения — Ледовый дворец (Указ Президента Республики Беларусь от 13 мая 2023 года № 134).

## События
15 сентября 2023 года на площадке около Ледового дворца открыта Аллея спортивной славы. На ней расположены стелы с именами олимпийских чемпионов — Леонид Гейштор, Николай Горбачёв, Елена Рудковская, Игорь Макаров, Роман Петрушенко, Артур Литвинчук и Алла Цупер . На каждом пьедестале размещён QR-код, с помощью которого можно увидеть исторические моменты побед олимпийцев.